# Benoît Kounkoud
Benoît Kounkoud, född 19 februari 1997, är en fransk handbollsspelare som spelar för polska Vive Kielce och det franska landslaget. Han är vänsterhänt och spelar som högersexa.
Han greps natten mot den 30 januari 2024 som misstänkt för våldtäktsförsök, då han dragit ner byxorna på en ung kvinna på en nattklubb, men avbröts av säkerhetsvakter!